# Хэнд, Эдвард
Эдвард Хэнд (англ. Edward Hand; 31 декабря 1744 — 3 сентября 1802) — американский генерал ирландского происхождения, который несколько лет служил в британском 18-м пехотном полку. В 1774 году он подал в отставку, а когда началась Война за независимость США, он вступил в Континентальную армию и стал полковником 1-го Континентального полка. Его люди сделали первые выстрелы по противнику во время Лонг-Айлендского сражения. Хэнд стал депутатом Континентального конгресса и Конгресса Конфедерации. В 1785—1786 годах был членом Пенсильванской Ассамблеи.  Впоследствии был членом Коллегии выборщиков на выборах 1789 и 1792 года.